# 트루잉
트루잉(truing)이란 연삭하려는 부품의 형상으로 연삭 숫돌을 성형하거나, 연삭으로 인하여 숫돌 형상이 무디어지거나 변화된 것을 바르게 고치는 가공을 말한다. 트루잉을 하면 동시에 드레싱도 된다.  트루잉에는 다이어몬드 드레서를 주로 사용한다.